# Vestre Toten
Die Kommune Vestre Toten in Norwegen hat eine Nord-Süd-Ausdehnung von 28,4 km und eine Ost-West-Ausdehnung von 15 km. Vestre Toten hat 13.649 Einwohner (Stand 1. Januar 2025). Die Kommune liegt im Fylke Innlandet südlich der Stadt Gjøvik und wird vom Ort Raufoss verwaltet. Größere Siedlungen in der Kommune sind Bøverbru (ca. 700 Einw.), Eina (ca. 650 Einw.), Kolbu, Raufoss (ca. 6.000 Einw.) und Reinsvoll (ca. 1.150 Einw.). 60 % der Bevölkerung lebt in diesen Zentren. Die höchste Erhebung ist der Lauvhøgda mit einer Höhe von 722 Metern. Durch die Kommune fließt der Fluss Hunnselv in den Mjøsasee.

## Geographie

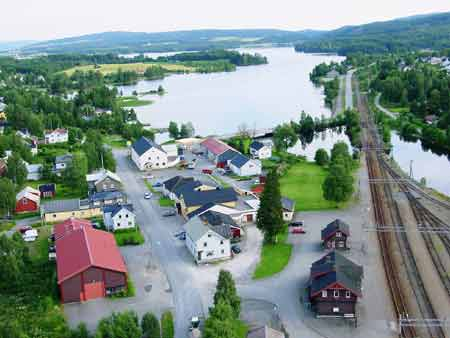
Eina

### Wald
In der Kommune stehen ungefähr 165 km² Wald. Der größte Teil ist Privatwald von vielen Eigentümern. 140 km² sind Nutzwald. Etwas weniger als die Hälfte besteht aus altem Wald. 35 % haben hohe Qualität. 90 % sind Tanne/Fichte, 4 % Föhren und 6 % Laubwald.

### Geologie
Zur Zeit des Kambriums reichte das Meer bis in diese Region. Man findet Meeresablagerungen. Im Ordovizium hob sich das Land allmählich, und es entstand der Mjøsabruch. Während des Silur lagerte sich Sand und Ton ab, der zu Schiefer wurde. Später wurde das Land stark gepresst und gefaltet. Wo heute der Fluss Hunnselva fließt, entstand im Perm eine Bruchstelle, die Hunnselv-Verwerfung. Östlich sank das Land ab und stellte sich schräg gegen Westen. Der Westteil blieb unbewegt und liegt daher heute höher. Dort befindet sich auch der Berg Lauvhøgda. Westlich des Hunnselv liegen Granit und Gneis, saurer und nahrungsarmer Boden. Im Ostteil der Kommune wurden die Berge in der Eiszeit von den Eismassen schräg abgeschabt. Dort gibt es daher jüngere Gesteine aus dem Ordovizium und dem Silur. Aus dem Ordovizium stammt der Kalkstein, der dunkle (Tonschiefer) mit Kalklinsen und Tonschiefer mit Sand. Aus dem Silur stammt Sandstein, Kalkstein und Schiefer unterschiedlicher Art. Im Laufe des Quartär haben die Eismassen von Norden her große Mengen Material als Grundmoräne abgelagert. Über 80 % der Gemeindefläche sind davon bedeckt. Sie bilden den Hauptstandort für die Wälder westlich des Hunnselv. Östlich ist der Boden inzwischen auch fruchtbar.

### Klima
Das Klima ist innerhalb der Kommune sehr unterschiedlich. In der Talsohle können im Winter bis −40 °C erreicht werden. In den höheren Lagen ist das Klima milder und die Temperaturen im Winter um 10° höher. Die Niederschlagsmenge liegt bei 730 mm / Jahr.

## Geschichte
Vestre Toten wurde am 1. Januar 1908 in drei Teile geteilt. Da wurden Eina und Kolbu ausgesondert und zu eigenen Kommunen. Am 1. Januar 1964 wurde Eina wieder eingemeindet und der Einasee, der vorher zu der Gemeinde Brandbu gehörte, Vestre Toten zugeschlagen. Im Jahre 2000 wurde Kolbu auf Grund einer Volksabstimmung Østre Toten zugeschlagen.

## Wirtschaft
Die Wirtschaft der Kommune wird von Industrie und Landwirtschaft bestimmt. Die Landschaft ist von der Land- und Forstwirtschaft geprägt, die durch kleine Binnen und Waldseen unterbrochen wird. Der Forst erstreckt sich über 165 km², von denen 140 km² Nutzwald mit 1.300.000 m³ stehendem Holz sind. 103 km² davon sind Privatwald. Im Westteil der Kommune werden langsamwachsende Nadelbäume mit engen Jahresringen bevorzugt, im Osten mehr die schnellwachsenden Sorten. 90 % sind Tannen oder Fichten, 4 % Kiefern und 6 % Laubbäume. Etwas weniger als die Hälfte ist alter Wald. Die Neupflanzungen liegen bei 45.000 m³. Im Westen steht der Wald auf Moränenablagerungen.

## Sehenswürdigkeiten
In Vestre Toten liegt das Freilichtmuseum Stenberg.

## Persönlichkeiten
- Halfdan Hegtun (1918–2012), Politiker, Journalist und Autor
- Tore Hagebakken (* 1961), Politiker und Journalist
- Ola Elvestuen (* 1967), Politiker